# Iguazú
 Ovo je glavno značenje pojma Iguazú. Za druga značenja pogledajte Iguaçu.
Iguazú (port. Rio Iguaçu, španj. Río Iguazú) je rijeka koja protječe kroz Brazil i Argentinu. Važna je pritoka rijeke Parane. Iguazú je duga 1.320 kilometara s površinom porječja od oko 62.000 kilometara kvadratnih.

### Zajednički poslužitelj
|  | Zajednički poslužitelj ima stranicu o temi Iguazu River    |
|  | Zajednički poslužitelj ima još gradiva o temi Iguazu River |